# Abenójar (kommunhuvudort)
Abenójar är en kommunhuvudort i Spanien.   Den ligger i provinsen Provincia de Ciudad Real och regionen Kastilien-La Mancha, i den centrala delen av landet, 180 km söder om huvudstaden Madrid. Abenójar ligger 615 meter över havet och antalet invånare är 1 683.
Terrängen runt Abenójar är platt. Runt Abenójar är det mycket glesbefolkat, med 4 invånare per kvadratkilometer. Abenójar är det största samhället i trakten. Trakten runt Abenójar består till största delen av jordbruksmark.